# Sonnabend, Sonntag, Montagfrüh
Sonnabend, Sonntag, Montagfrüh ist ein Dokumentarfilm von Hannes Schönemann von 1978 über den  Alltag von Jugendlichen am Wochenende.

## Inhalt
Es werden mehrere Jugendliche aus Karwe in der brandenburgischen Prignitz an einem typischen Wochenende  begleitet. Sie gehen am Sonnabend  in die Dorfgaststätte und danach zur Diskothek. Am Sonntag fahren sie mit ihren Motorrädern durch die einsame Winterlandschaft und  abends mit dem Bummelzug in die nahegelene Kreisstadt Neuruppin ins Kino. Am Montagmorgen werden sie im ernüchternden Alltag  in ihren Betrieben gezeigt, in denen sie als Lehrlinge arbeiten.

## Hintergründe
Sonnabend, Sonntag, Montagfrüh war eine Studienübung von Hannes Schönemann an der Hochschule für Film und Fernsehen in Potsdam-Babelsberg. An dieser wirkten auch  der später bekannte Kameramann Thomas Plenert und dessen Frau  Gudrun mit.
Nach seinem Abschlussfilm 1980 konnte Hannes Schönemann keine weiteren Filme in der DDR als Regisseur mehr drehen, nach seinem Ausreiseantrag 1983 wurde er mit seiner Frau Sibylle für mehrere Monate inhaftiert  und 1985 in den Westen abgeschoben.
Der Film Sonnabend, Sonntag, Montagfrüh wurde 2009 bei der Berlinale, sowie beim Filmfestival GoEast in Wiesbaden gezeigt, 2023  an der Universität Frankfurt am Main in einer DDR-Filmreihe, 2024 im Berliner Zeughauskino und im Kino Babylon in Berlin.

## Rezeption
Der Film Sonnabend, Sonntag, Montagfrüh wurde von mehreren Rezensenten wegen seiner unverstellten Darstellung des Alltags der Jugendlichen gelobt.
Der DDR-Filmhistoriker  Claus Löser nannte ihn  eine Ausnahmeerscheinung innerhalb der gesamten Filmlandschaft in der DDR und erläuterte dieses 

„„Sonnabend, Sonntag und Montag früh“ steht heute als einer der ganz wenigen Filme mit DDR-Provinzienz, in denen Jugendkultur authentisch dokumentiert worden ist. (...)  In erfrischendem Cinéma-Vérité-Stil folgt die 16mm-Kamera von Thomas Plenert den „Helden“ hautnah, es wird ausschließlich O-Ton benutzt. (...) 
Hannes Schönemanns Studentenfilm hat bis heute seine Energie bewahrt, weil er vor mehr als 25 Jahren aus einer keineswegs selbstverständlichen Verweigerungshaltung heraus entstand. Er akzeptierte nicht den stillschweigenden Status quo des Wegschauens und/oder potemkinschen Zurechtrückens, sondern begab sich vorurteilsfrei in eine nach allen Seiten hin offene Situation.“